# Fritz von Opel
Fritz von Opel (ur. 4 maja 1899 w Rüsselsheim am Main, zm. 8 kwietnia 1971 w Sankt Moritz) – niemiecki konstruktor samochodów i przemysłowiec, konstruktor samochodu rakietowego.
Był wnukiem Adama, założyciela przedsiębiorstwa produkującego rowery, maszyny do szycia i samochody. W 1928 zastosował rakiety prochowe pomysłu Maksa Valiera do napędu samochodu doświadczalnego (był to pierwszy samochód rakietowy), a później (30 września 1929) napędu motoszybowca RAK-1.